# Johann Pogge
Johann Daniel Georg Pogge, unter Hinzufügung des Besitznamens auch: Pogge-Striesenow, Pogge-Roggow (* 22. März 1793 in Roggow; † 11. Januar 1854 ebenda) war ein deutscher Landwirt aus der mecklenburgischen Familie Pogge und Mitglied der Frankfurter Nationalversammlung.

## Leben
Johann Pogge wurde als jüngerer Sohn des Gutsbesitzers Carl Pogge in Roggow bei Güstrow geboren. Er besuchte die Güstrower Domschule, bestand irgendwo das Abitur und studierte 1810 bis 1816 Philosophie in Berlin. Während des Studiums nahm er als Freiwilliger an den Befreiungskriegen teil, er diente im Jägercorps und der russischen Legion.
1816 übernahm Pogge die Verwaltung des Rittergutes Striesenow, nach seines Vaters Tod trat er auch in die Leitung der Güter Roggow und Krassow ein. Er setzte seines Vaters Ideen fort und machte sich um Industrialisierung und Rationalisierung der Landwirtschaft verdient. Seine Merino-Zucht, die Einführung von Feldbahnen, der durchdachte Wirtschaftswegebau und die klug berechnete Meliorationen brachten ihm den Ruf eines modernen Landkapitalisten ein. Pogge war Gutsnachbar und einer der engsten Freunde und Mitstreiter von Johann Heinrich von Thünen.
Als bürgerlicher Grundbesitzer gehörte er von 1834 bis 1848 dem mecklenburgischen Landtag sowie von 1848 bis 1849 der konstituierenden Abgeordnetenversammlung an. Hier setzte er sich für die Abschaffung der adligen Standesvorteile ein. Am Ende des Vormärz erregte Johann Pogge hohe Aufmerksamkeit durch einen Antrag, den er am 27. November 1847 im Landtag stellte. Kern war die Forderung nach einer Erweiterung des Landtags um eine Vertretung des ganzen Volkes zu schaffen (in der bisherigen Ritter- und Landschaft waren nur die Besitzer der Rittergüter und Vertreter der Städte vertreten). Dieser Antrag erweckte Begeisterung unter den Liberalen im ganzen Land. Allein in den folgenden vier Wochen erreichten Pogge zehn Dankadressen verschiedener Städte.
1848 war er Mitglied des Vorparlaments. Nach der Märzrevolution wurde Pogge in die konstituierenden Abgeordnetenversammlung und für den 6. mecklenburgischen Wahlkreis Güstrow des Landesteils Mecklenburg-Schwerin in die Nationalversammlung gewählt, der er vom 18. Mai 1848 bis zum 3. November 1848 angehörte. Als Redner ist Johann Pogge in Frankfurt nicht aufgetreten. Er schloss sich keiner Fraktion an, stimmte aber mit dem Rechten Centrum. Sein Mandat ging dann auf Johann Mann aus Rostock über.
Johann Pogge war seit 1819 mit Luise, geb. Behm (1799–1882) verheiratet, einer Tochter des Juristen und Gutsbesitzers auf Klein Kussewitz und Finkenberg Johann Joachim Behm, die später Memoiren schrieb. Aus der Ehe gingen 8 Kinder hervor, darunter die späteren Politiker  August (1825–1884), Franz (1827–1902), und Hermann (1831–1900). Die letzteren beiden waren Mitglieder des Reichstags, Hermann später Ehrenbürger von Teterow.

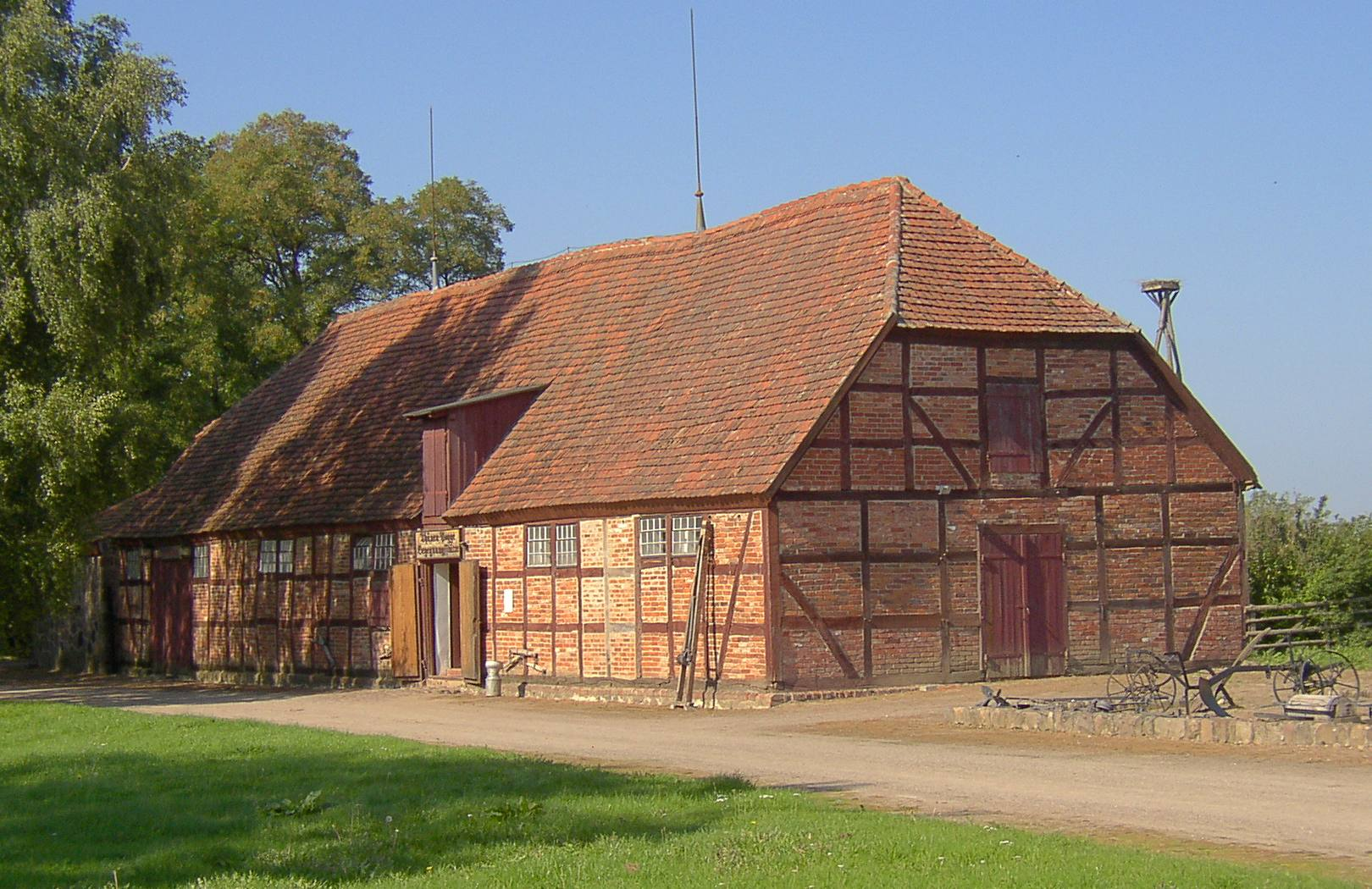
Thünen-Pogge-Begegnungsstätte in Warnkenhagen-Tellow

 In Tellow gibt es eine Thünen-Pogge-Begegnungsstätte (im um 1815 erbauten ehemaligen Pferdestall Thünens). Seit 2004 trägt die Regionale Schule Lalendorf den Namen Johann-Pogge-Schule.